# Grodzisko (powiat oleski)
Grodzisko (niem. Grötsch) – wieś w Polsce położona w województwie opolskim, w powiecie oleskim, w gminie Olesno.
W latach 1975–1998 miejscowość należała administracyjnie do województwa częstochowskiego.
W latach 1945–1972 w granicach Olesna.

## Zabytki
Do wojewódzkiego rejestru zabytków wpisany jest:
- kościół fil. pw. św. Rocha, drewniany z 1710 r.